# ウルトラトレイル・デュ・モンブラン

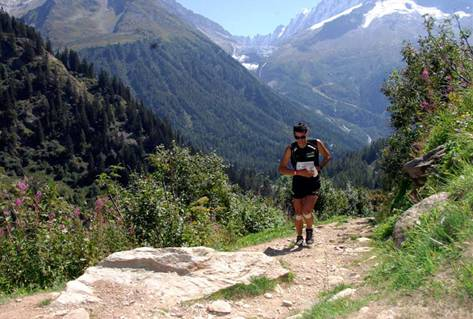
アルプスの山岳地帯を走るUTMB参加者

ウルトラトレイル・デュ・モンブラン（仏: L'Ultra-trail du Mont-Blanc＝リュルトラ・トラーユ・デュ・モン・ブラン）はUTMBと略称され、フランスの東南部にあるシャモニー＝モン＝ブランで毎年8月末に開催される、ヨーロッパアルプスの最高峰モンブランを取り巻くフランス、スイス、イタリアにまたがる山岳地帯を走るトレイルランニングの大会である。
この大会は2003年に始まり、その後に4つのレースが追加され、2009年にNHKが取材・テレビ放映してから日本でも広く知られるようになった。姉妹レースとして、富士山にてウルトラトレイル・マウントフジが2012年から開催されている。

## レース
現在、5つの主なレースがある。
- UTMB (Ultra-Trail du Mont-Blanc) 169.4km 累積標高差9,889m 制限時間46時間30分[3]
- CCC (Courmayour-Chanpex-Chamonix) 101.1km 累積標高差6,092m 制限時間26時間30分[4]
- TDS (Sur Les Traces des Ducs de Savoie) 119.1km 累積標高差7,338m 制限時間33時間[5]
- OCC (Orsières - Champex - Chamonix) 52.4km 累積標高差3,322m 制限時間14時間[6]
- PTL (La Petite Trotte à Léon) 307.9km 累積標高差26,471m 制限時間142時間[7]

そのほか、16歳-22歳が参加できる#YCCや3歳-13歳が参加できるMini Ultra-Trailがある。

## 日本人の戦績
日本人の上位の戦績としては鏑木毅の3位、横山峰弘の6位、山本健一の8位（いずれも2009年）。